# Баталов, Апти Алдамович
Апти́ Алда́мович Бата́лов (19 октября 1956, Киргизская ССР, СССР) — военачальник, бригадный генерал ВС ЧРИ, начальник Генштаба вооруженных сил Ичкерии, руководитель администрации президента ЧРИ.

## Биография

### Ранние годы
Выходец из тейпа Варандой.
Окончил Грозненский нефтяной институт (заочное отделение).
В 1994 году — начальник поселкового отделения милиции ст. Ищёрской Наурского района Чечни. Дослужился до звания майора милиции.

### Чеченский конфликт
Во время Первой чеченской войны — полевой командир ВС ЧРИ. Отвечал за оборону Наурского района, однако со своей задачей не справился — район был взят практически без боя. Был командиром Наурского батальона.
Был заместителем начальника Главного штаба ВС ЧРИ Аслана Масхадова. С 3 декабря 1996 по апрель 1997 — начальник Главного штаба ВС ЧРИ.
Бригадный генерал.
С апреля по июль 1997 года первый заместитель директора — начальник управления контрразведки НСБ ЧРИ. Для укрепления своей власти Масхадов привёл Баталова в департамент государственной безопасности ЧР, назначив заместителем Абу Мовсаева, друга и сторонника Басаева.
Затем 19 июля 1997 года Мовсаев был уволен с этой должности «по собственному желанию» и Баталов был назначен руководителем Национальной службы безопасности ЧРИ. В этой должности он проработал с 19 июля по 27 декабря 1997 года.
С июня 1998 до осени 1999 — руководитель администрации президента ЧРИ. На этом посту показал себя противником ваххабизма, Шамиля Басаева и Хаттаба. Осудил нападение боевиков на Дагестан в августе 1999 года, назвав его губительным для Чечни.
С началом Второй чеченской войны — ответственный за оборону Наурского района и начальник гвардии президента ЧРИ. Как и в Первую чеченскую войну, боевики Баталова не смогли противостоять федеральным силам.
В январе 2000 года Баталов сложил с себя полномочия, распустив «президентскую гвардию».

### Арест
В апреле 2000 года Апти Баталов был задержан в ходе спецоперации в юго-западной части Шалинского района Чечни. 14 апреля он был помещён в СИЗО «Лефортово».
В апреле 2000 года газета «Коммерсантъ» писала: «Баталов — это не обычный полевой командир. Он уже не раз доказывал своё нежелание воевать против федералов и, в отличие от уже арестованного Салмана Радуева, за ним не числится громких преступлений».
В июне 2000 года Апти Баталов был освобождён. Следствие установило, что во второй войне он не участвовал, а за первую был амнистирован.

## Эмиграция
23 марта 2002 года покинул Россию. Получил политическое убежище в Великобритании. Проживает в Лондоне.
После провозглашения Имарата Кавказ, отказавшись от идеи независимости Ичкерии, выступает за независимость всего Северного Кавказа и признаёт Доку Умарова амиром.
В сентябре 2010 года осудил проведение 3-го Всемирного конгресса чеченского народа в Польше.